# Jiří Ornest
Jiří Ornest (27. září 1946 Praha – 9. dubna 2017 Praha) byl český herec, režisér a překladatel, nositel Ceny Alfréda Radoka z roku 1996.

## Život
Pocházel ze známé české divadelnické rodiny, strýc Jiří Orten byl český básník, druhý strýc Zdeněk Ornest byl herec, jeho otec Ota Ornest divadelní režisér, také jeho matka Jarmila Smejkalová byla herečka.
Po studiích na pražské DAMU byl v letech 1968–1990 v angažmá v pražském Divadle E. F. Buriana. Od roku 1990 působil v Divadle Na zábradlí. Po celý život se také věnoval různým formám alternativního divadla. Jednalo se o herce, který také rád vystupoval v satirických pořadech, v České televizi se například jednalo o recesisticko–satirický pořad Dvaadvacítka. Také hrál v seriálu Zázraky života.
V mnoha svých filmových rolích se do paměti diváků zapsal zejména coby představitel komunistického pohlavára v Hřebejkových Šakalích létech, jako chatař a oddaný hokejový fanoušek Ing. Pavelec ve filmu Mistři Marka Najbrta, či otec svérázné Markéty ve Vorlově Cestě z města. V Kachyňově snímku Hanele si rovněž zahrál roli otce, zchudlého ortodoxního Žida, který nechce dceři dovolit sňatek se zámožným mužem – odpadlíkem od víry.
Zemřel 9. dubna 2017 a byl pohřben do rodinné hrobky na Novém židovském hřbitově na Olšanech.

## Filmografie (výběr)
- Masaryk (2016) – Tomáš Garrigue Masaryk
- Hezké chvilky bez záruky (2006) – Benda
- Protektor  (2009) – Fantl
- Mistři (2004) – Ing. Pavelec

- Cesta z města (2000) – otec Markéty
- Hanele (1999) – tatínek
- Golet v údolí (1995) – Mojše Kahan
- Šakalí léta (1993) – Přemek
- Vernisáž (1990) – Bedřich
- Kam doskáče ranní ptáče (1987) – docent Trčka
- Smrt na černo (1979) – příručí Milan
- 30 panen a Pythagoras (1977) – novinář
- Smrt mouchy (1977) – příslušník VB
- Malá mořská víla (1976) – princův pobočník

## Rozhlasové role
- 1991 George Orwell: 1984. Devítidílný rozhlasový seriál, režie: Karel Weinlich, hráli: průvodce (Luděk Munzar), Winston Smith (Jiří Ornest), O'Brien (Boris Rösner), Charrington (Jaroslav Konečný), Julie (Veronika Freimanová), Goldstein (Josef Červinka), Velký bratr (Rudolf Hrušínský), Parsonsová (Dana Syslová), výhrůžný hlas (Ladislav Brotánek), domovnice (Ludmila Roubíková), kluk (Petr Hotmar), holka (Eliška Pohorská), spíkr I. (Bohumil Švarc), spíkr II. (Dagmar Dvořáčková), pozorovatelka (Ilona Jirotková), žena (Zuzana Davidová) a hlas (Vladimír Fišer).[2]
- 1995 Gustav Meyrink: Jak dr. Paupersum přinesl své dceři rudé růže (četba na pokračování 1-7), překlad: František Marek, režie: Ivan Chrz.
- 1999 Karel Poláček: U zlatého havrana. Rozhlasová hra, dramatizace Jiří Hubička, režie Ivan Chrz, hráli: Jan Hartl, Stanislav Fišer, Jan Kraus, Jiří Ornest, Václav Knop, Jan Skopeček, Petr Nárožný, Milan Stehlík, Miroslav Donutil, Daniela Sochorová, Petr Mandel, Petr Šplíchal, Vladislav Knapp a Milan Křivohlavý.
- 2001 Joseph Sheridan Le Fanu: Ten, který tě nespouští z očí. Přeložil a zdramatizoval Josef Hlavnička, hudba Petr Mandel, dramaturgie Jana Weberová, režie Hana Kofránková. Osoby a obsazení: Patrick O´Grady (Otakar Brousek), kapitán James Barton (Ladislav Frej), Patrik, právník, potomek O'Gradyho (Ivan Trojan), Generál Montague (Josef Somr), Macklin (Stanislav Fišer), Doktor Richards (Miloš Hlavica), George Norcott (Jiří Ornest), neznámý (Stanislav Oubram), Hawkins (David Novotný), Fiakrista (Steva Maršálek), hlas (Richard Honzovič) a Lady Rochdaleová (Věra Kubánková).[3]
- 2002 Alois Jirásek: F. L. Věk, 8 dílná četba na pokračování, režie: Luboš Koníř
- 2005 Eugéne Ionesco: Bahno; Český rozhlas, překlad: Jiří Našinec, dramaturgie: Petr Turek, režie: Vlado Rusko[4]
- 2006 George Tabori: Matčina Kuráž, Český rozhlas, překlad: Petr Štědroň, hudba: Marko Ivanovič, dramaturgie: Martin Velíšek, režie Aleš Vrzák. Osoby a obsazení: syn (Jiří Ornest), matka (Květa Fialová), Kelemen (Jiří Lábus), Usoplenec (David Novotný), německý důstojník (Jaromír Dulava), 1. policista (Stanislav Zindulka), 2. policista (Antonín Molčík), strýc Julius (Miloš Hlavica), Marta (Růžena Merunková), milenec + hlas (Vojtěch Hájek), milenec + hlas (Michal Zelenka), hlasy (Petra Jungmanová, Zdeněk Hess a Otmar Brancuzský), žena domovníka + hlas (Bohumila Dolejšová) a modlení + zpěv (Michael Dushinsky). Hra byla vybrána do užšího výběru v soutěži Prix Bohemia Radio 2006 v kategorii "Rozhlasová inscenace pro dospělého posluchače".[5]
- 2006 Petr Pýcha - Jaroslav Rudiš: Léto v Laponsku. Roadstory o cestě na sever. Rozhlasová úprava Petr Mančal, Kateřina Rathouská, Jaroslav Rudiš a Petr Pýcha. Dramaturgie Kateřina Rathouská. Režie Petr Mančal. Osoby a obsazení: Leoš (Martin Myšička), Lucie (Jana Stryková), matka (Hana Maciuchová), muž/otec (Jiří Ornest), Orion (Ivan Řezáč) a hlas (Tobiáš Jirous). Český rozhlas.[6]
- 2011 Karel Poláček: Povídka o tom, kterak si pan Hugo Lüftschütz chtěl vzíti slečnu Orensteinovou, ale nevzal si. Četli: Jiří Ornest, Václav Dušek a Jan Pilař, hudba: Jiří Štusák, režie: Pavel Krejčí.
- 2012 Joseph Roth: Příběh tisící druhé noci. zpracováno v Českém rozhlasu jako patnáctidílná četba na pokračování. z překladu Miroslava Stuchla v režii Ivana Chrze četl Jiří Ornest.[7]